# یولاندا سیانی
یولاندا سیانی (انگلیسی: Yolanda Ciani; ۲۵ ژانویهٔ ۱۹۳۷ – ۳ سپتامبر ۲۰۲۳) بازیگر اهل مکزیک بود.